# Le Samyn des Dames 2023
Le Samyn des Dames 2023, dodicesima edizione della corsa e valevole come prova del Calendario internazionale femminile UCI 2023 categoria 1.1, si svolse il 28 febbraio 2023 su un percorso di 99,4 km, con partenza da Quaregnon e arrivo a Dour, in Belgio. La vittoria fu appannaggio dell'italiana Marta Bastianelli, la quale ha completato il percorso in 2h40'00", alla media di 37,275 km/h, precedendo le connazionali Maria Giulia Confalonieri e Vittoria Guazzini.
Sul traguardo di Dour 83 cicliste, delle 165 partite da Quaregnon, hanno portato a termine la competizione.

## Squadre e corridore partecipanti
Al via 25 formazioni.
| N.      | Cod. | Squadra                           |
| ------- | ---- | --------------------------------- |
| 1-7     | FED  | Fenix-Deceuninck                  |
| 11-17   | BEX  | Team Jayco-AlUla                  |
| 21-27   | FST  | FDJ-Suez                          |
| 31-37   | UXT  | Uno-X Pro Cycling Team            |
| 41-47   | UAD  | UAE Team ADQ                      |
| 51-56   | MXR  | Maxx-Solar Rose Women Cycling     |
| 61-66   | HPW  | Human Powered Health              |
| 71-77   | ZAF  | Zaaf Cycling Team                 |
| 82-87   | SRC  | Stade Rochelais Charente-Maritime |
| 91-97   | CYN  | Cynisca Cycling                   |
| 101-106 | HPU  | Team Coop-Hitec Products          |
| 111-116 | WNT  | Ceratizit-WNT Pro Cycling Team    |
| 121-127 | AGS  | AG Insurance-Soudal Quick-Step    |

| N.      | Cod. | Squadra                              |
| ------- | ---- | ------------------------------------ |
| 131-137 | AUB  | St Michel-Mavic-Auber93              |
| 141-147 | AWO  | AWOL O'Shea                          |
| 151-157 | PHV  | Parkhotel Valkenburg                 |
| 161-167 | ARK  | Arkéa Pro Cycling Team               |
| 171-177 | MAW  | MAT Atom Deweloper Wrocław           |
| 181-186 | COF  | Cofidis Women Team                   |
| 191-196 | DCH  | Duolar-Chevalmeire Cycling Team      |
| 201-207 | DRP  | Lifeplus Wahoo                       |
| 211-216 | WCC  | WCC Team                             |
| 221-227 | LDL  | Lotto Dstny Ladies                   |
| 231-237 |      | DD Group-Isorex-No Aqua Cycling Team |
| 241-247 |      | Bingoal-WB Ladies                    |

## Ordine d'arrivo (Top 10)
| Pos. | Corridore               | Squadra   | Tempo    |
| ---- | ----------------------- | --------- | -------- |
| 1    | Marta Bastianelli       | UAE ADQ   | 2h40'00" |
| 2    | Maria G. Confalonieri   | Uno-X     | s.t.     |
| 3    | Vittoria Guazzini       | FDJ       | a 9"     |
| 4    | Audrey Cordon-Ragot     | Zaaf      | s.t.     |
| 5    | Lieke Nooijen           | Parkhotel | s.t.     |
| 6    | Marjolein van 't Geloof | Human P.  | s.t.     |
| 7    | Margaux Vigié           | Lifeplus  | s.t.     |
| 8    | Marthe Truyen           | Fenix     | s.t.     |
| 9    | Mieke Docx              | Lotto     | s.t.     |
| 10   | Roxane Fournier         | St Michel | s.t.     |